# جونغ تشان
جونغ تشان هو ممثل كوري جنوبي، ولد في 23 فبراير 1971 في كوريا الجنوبية.

## أعمال

### مسلسلات
- أنت جميلة
- آيس أدونيس
- بلا دم أو دموع[4]

## وصلات خارجية
- جونغ تشان على موقع IMDb (الإنجليزية)
- جونغ تشان على موقع قاعدة بيانات الفيلم (الإنجليزية)